# Oljetryck

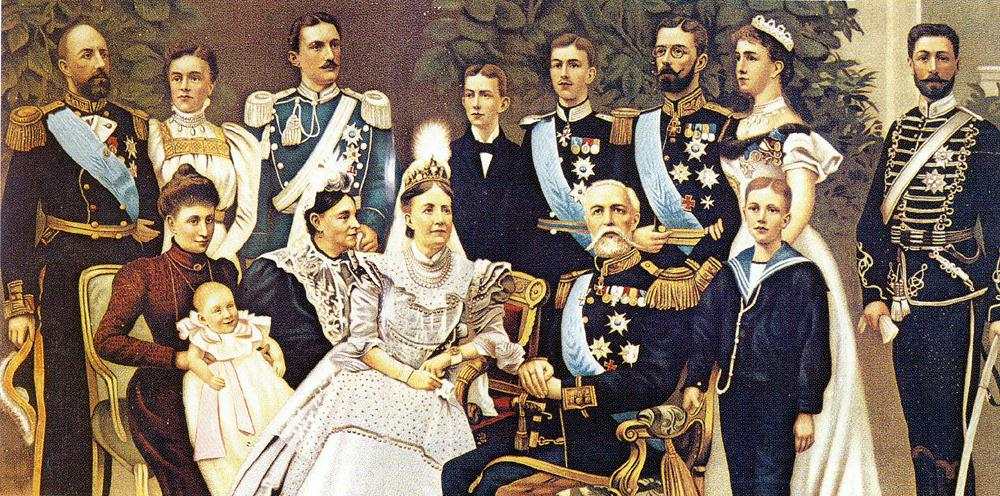
Oljetryck med kungafamiljen som motiv var populära i svenska hem decennierna kring sekelskiftet 1900. Trycken baseradas på ett flertal olika fotografier och uppdaterades successivt allteftersom kungahusets medlemmar åldrades, gifte sig och fick barn.

Oljetryck eller oljefärgstryck (oleografi) är inom konsten ett litografiskt tryck i färg med fernissad yta. Metoden användes från 1850 till cirka 1940 för att framställa väggbilder som liknar oljemålningar.
Ibland reliefpräglades underlaget för att ge trycken intryck av verkliga oljemålningar.